# Icnas (Macedonia)

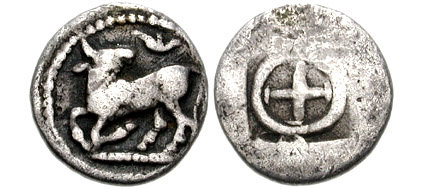
Antigua moneda de Icnas, fechada entre 479-465 a. C.

Icnas (en griego, Ἴχναι) es el nombre de una antigua ciudad de Macedonia.
Es citada por Heródoto como una ciudad situada en la orilla del río Axio, en el distrito de Botiea, cerca de Pela. Cerca de allí fondeó la flota persa de Jerjes en su expedición a Grecia del año 480 a. C.
Es mencionada en varias inscripciones que se han conservado, entre las que se encuentran un decreto de proxenía délfico y una inscripción de un sepulcro en Ática, así como en monedas.  Limitaba con los territorios de Pela, Allante, Tirisa y posiblemente también con el de Heraclea de Migdonia.